# 埃莉萨·迪弗朗西丝卡
埃莉萨·迪弗朗西丝卡（義大利語：Elisa Di Francisca，1982年12月13日—）是意大利女子擊劍运动员，主攻花剑。她在2010年世界击剑锦标赛和2012年夏季奥林匹克运动会上都赢得了金牌。

## 外部連結
维基共享资源上的相關多媒體資源：埃莉萨·迪弗朗西丝卡